# Quod erat demonstrandum
Quod erat demonstrandum (forkortet Q.E.D. eller q.e.d.) er latin og betyder “Hvilket var det, der skulle bevises”.
Udtrykket bruges ofte som den sidste "bemærkning" i matematiske beviser. Undertiden tegner matematikere blot en lille firkant {\displaystyle \Box } som "standardsymbol" for vendingen "Quod erat demonstrandum".
Hovedsagelig på engelsk bruger nogle i dag skrivemåden W5 (for WWWWW = Which Was What Was Wanted eller Which Was What We Wanted).